# 菅野美穗
菅野美穗（日语：／ Kanno Miho，1977年8月22日—），日本知名女演員，神奈川縣伊勢原市出生，埼玉縣坂戶市成長。
菅野美穗以戲路寬廣、極具存在感的正反派角色演技活躍於日本戲劇圈，亦是經常每年登上好感度排行榜的女演員之一。
2006年，移籍至知名經紀公司研音。丈夫為演員堺雅人。

## 職業生涯
1992年，中學三年級生的菅野美穗參加朝日電視台綜藝節目的其中一個單元試鏡，成為「櫻花組」的成員而正式出道。一邊參與同節目的固定演出，一邊零星拍攝平面雜誌和廣告等。
1993年，以電視劇《雙胞胎教師》的女學生一角正式以演員身分進入戲劇圈。1995年，在NHK晨間劇《走らんか!》擔任重要角色；翌年，在朝日電視台的電視劇《變身》之中擔任主角「青島リカ」，並在此劇以演技實力初次獲得高度評價。1997年年底，菅野美穗在《輕輕緊握你的手》系列劇中扮演聽障者，其努力克服自身障礙的感人演出確立了人氣女演員之地位。菅野以憑此劇獲得1998年的エランドール賞新人獎。
除了演員工作，菅野美穗亦以歌手身分於1995年3月發行單曲〈恋をしよう!〉，2000年，以電視劇《請給我愛》劇中人物「蓮井朱夏」的名義發行單曲〈ZOO〜愛をください〜〉且大賣50萬張並造成話題。
2003年6月，主演富士電視台時代劇《大奧～篤姬的故事～》，此劇亦是菅野首次主演時代劇；2004年，初次主演月九，在《讓愛看得見》片中與藤木直人共演。
2006年4月，與原經紀公司「Tani Promotion（タニ・プロモーション）」約滿，移籍至研音。其後，除了大河特別劇，至2014年止的12部劇中，除了與竹野內豐的《Tomorrow》掛名女主角之外，其他11部皆為主演。
2009年，擔任日本電視台第32屆《24小時電視 「愛心救地球」》慈善名人。2010年10月，主演《魔女的復仇》，此劇亦是菅野繼1999年《戀愛奇蹟》之後，睽違11年再次以反派角色主演正規電視劇。截至2024年止，菅野美穗已六度拿下日劇學院賞最佳女主角獎。
菅野美穗經常在劇中扮演家庭不幸或渴望愛卻又抗拒愛的角色，如《變身》、《戀愛奇蹟》、《請給我愛》、《愛之歌》等，其感染力的表現獲得高評價。

## 個人生活

### 戀情與婚姻
- 1998年，菅野美穗曾與日本知名傑尼斯團體SMAP成員稻垣吾郎共演《美酒貴公子》而相識，翌年再度合作電影《催眠》，期間傳出交往傳聞但皆未經雙方證實。2013年，菅野與合作電影《大奧：永遠》的堺雅人傳出結婚消息[1]。同年4月2日，兩人遞交結婚證明[2][3]。
- 2015年5月4日，經紀公司研音發布聲明稿表示菅野已懷孕。[4]同年，菅野產下一子[5]。2018年，菅野產下長女[6]。

### 性格喜好
- 求學時期是田徑隊隊員，100公尺個人最佳成績是13.8秒。
- 興趣是旅行，亦常單獨旅行。截至2009年遊記散文集《カンタビ》（菅旅）出版時已去過三十幾個國家[7]，並在雜誌撰寫相關專欄。
- 在日本各項觀眾好感度調查中，經常名列前茅。
- 開朗隨和，共演者和工作人員表示其常主動關心他人[8][9][10]。
- 生活節約[11][12]。
- 綜藝節目出道的菅野是日本戲劇圈中少數上節目較多的一線女演員，在節目中常發生預期外之爆笑笑點。天然呆的性格及不矯飾的言行獲得觀眾好感[13]。藝人加藤浩次（日语：加藤浩次）表示，「因為宣傳電視劇而上節目的女演員之中，許多人常擺架子，但菅野比綜藝節目的藝人還認真」[14]。

## 演出作品

### 電視劇（含SP）
| 年度   | 播出時間           | 劇名                                         | 角色                   | 電視台   | 備註                     |
| 1993   | 4月                | 雙胞胎教師                                   | 小日向恵子             | EX       | --                       |
| 1993   | 4月24日            | 街角                                         | 磯崎香織               | NHK      | 第1話                    |
| 1994   | 2月                | 穿越時空的少女                               | 岡本恵美               | CX       | --                       |
| 1994   | 4月24日            | 恋するシティボーイ                           | 美奈子                 | TBS      |                          |
| 1994   | 5月                | 姐姐的早晨回家2                              |                        | ABC      |                          |
| 1994   | 5月29日            | 飛べないオトメの授業中                       | 篠原かすみ             | CX       | 主演                     |
| 1994   | 7月14日            | 大家族ドラマ 嫁の出る幕                      | 中川ルミ               | EX       |                          |
| 1994   | 9月24日            | 海が見たいと君が言って                       | 野々村奈美             | CX       |                          |
| 1994   | 12月1日            | ハートにS「第3夜 エンジェル」                | ミホ                   | CX       | 主演                     |
| 1995年 | 1月                | オ・ト・ナにして                             | 白河リサ               | EX       | 第4、5話客串             |
| 1995年 | 2月2日             | 我是夥伴                                     | --                     | TBS      | 第4話                    |
| 1995年 | 3月                | 青春狂想曲                                   | --                     | EX       | --                       |
| 1995年 | 4月                | SALE！                                       | 大友桃恵               | 朝日放送 | --                       |
| 1995年 | 10月－1996年3月    | 勇往直前                                     | 三浦真理               | NHK      | NHK晨間劇                |
| 1996   | 4月15日-6月24日    | 變身                                         | 青島莉香               | EX       | 平均收視11.47%           |
| 1996   | 4月                | 世界奇妙物語「ミッドナイトDJ」               | 村瀬基美               | CX       | 主演                     |
| 1996   | 10月               | 德克                                         | 李明                   | CX       | 平均收視15.61%           |
| 1996   | 12月17日           | シンデレラの靴                               |                        | CX       | 主演                     |
| 1997   | 4月                | いいひと。                                   | 桜妙子                 | KTV      | 平均收視19.80%           |
| 1997   | 4月7日             | D的遺傳子「寿命遺伝子」                      |                        | CX       | 第1篇主演                |
| 1997   | 7月7日-9月22日     | 失樂園                                       | 久木知佳               | YTV      | 平均收視20.70%           |
| 1997   | 8月23日            | 勇気ということ                               | かすみ                 | NTV      | 24小時「用愛拯救地球」SP |
| 1997   | 10月               | 世界奇妙物語「望みの夢」                     | 望美                   | CX       | 主演                     |
| 1997   | 11月10日           | クラッカー（侵入者）                         | 岩崎実香               | TBS      |                          |
| 1997   | 11月17日           | 誰かが私を愛してる                           | 明美                   | TBS      |                          |
| 1997   | 12月15日           | 輕輕緊握你的手                               | 野邊美榮子             | EX       | SP                       |
| 1998   | 1月5日-3月16日     | 戀愛Y世代                                    | 香坂良美               | EX       | 第5、6話客串             |
| 1998   | 1月12日-3月23日    | 成人禮                                       | 池內菜菜子             | CX       | 平均收視19.45%           |
| 1998   | 4月16日-6月11日    | Love Again                                   | 楠本香織               | TBS      | --                       |
| 1998   | 10月1日            | 輕輕緊握你的手②                              | 野邊美榮子             | EX       | SP                       |
| 1998   | 10月               | Change!                                      | --                     | EX       | 客串                     |
| 1998   | 10月13日-12月22日  | 美酒貴公子                                   | 木崎菜穗               | KTV      | 平均收視12.98%           |
| 1998   | 11月7日-12月12日   | 鶴龜華爾滋                                   | 桂木あゆ子             | NHK      | --                       |
| 1999   | 4月15日-7月1日     | 戀愛奇蹟                                     | 倉田雪乃               | EX       | 主演，平均收視15.22%     |
| 1999   | 7月                | めぐりあい                                   | 椎葉奈緒               | CX       | 主演，FNS 27小時TV       |
| 1999   | 9月                | 世界奇妙物語「私は、女優」                   | 美里茜                 | CX       | 主演                     |
| 1999   | 10月10日           | 週末婚                                       | 小野田杉江             | TBS      | 主演，SP                 |
| 1999   | 10月7日            | 輕輕緊握你的手③                              | 野邊美榮子             | EX       | SP                       |
| 1999   | 10月12日           | 流沙戀人啊                                   | 友田ひとみ             | KTV      | 第01話客串               |
| 1999   | 11月               | 鄰人偷笑的秘密                               | 高木宏美               | KTV      | 第04、05話客串           |
| 1999   | 12月28日           | 女保鏢                                       | 安西みどり             | CX       | SP                       |
| 2000   | 1月                | オアシス                                     |                        | NHK      | 主演                     |
| 2000   | 1月7日             | 千晶、もう一度笑って                         |                        | TBS      |                          |
| 2000   | 2月11日            | 果つる底なき                                 | 柳葉奈緒               | CX       | SP                       |
| 2000   | 4月10日            | 女子刑務所東三號棟                           | 吉村由花               | TBS      | SP                       |
| 2000   | 7月5日-9月20日     | 請給我愛                                     | 遠野李理香             | CX       | 平均收視11.11%           |
| 2000   | 8月28日            | 百年物語第一夜                               | 八代由加               | TBS      | SP                       |
| 2000   | 10月5日            | 輕輕緊握你的手④                              | 野邊美榮子             | EX       | SP                       |
| 2000   | 12月19日           | 平成小氣夫婦特別篇                           | 田部まくり             | NTV      | SP                       |
| 2001   | 01月9日-03月20日   | 2001年的男人運                               | 柚木あたる             | KTV      | 主演，平均收視14%        |
| 2001   | 4月2日-9月29日     | 水姑娘                                       | 城ノ内真理亜、田中久子 | NHK      | NHK晨間劇                |
| 2001   | 4月14日            | SPEED STAR                                   | 立花麻美               | NTV      | SP                       |
| 2001   | 7月1日-9月16日     | 好想好想談戀愛                               | 永島蜜柑               | TBS      | 平均收視率17.31%         |
| 2001   | 7月                | 私立探偵「31→1の寓話」                       | 狭山さつき             | NTV      | 第1話guest               |
| 2001   | 8月27日            | 邁向光明的方向                               | 田邊豐豐代             | YTV      | SP                       |
| 2001   | 12月26日           | 輕輕緊握你的手最終章                         | 野邊美榮子             | EX       | SP                       |
| 2002   | 08月13日           | 怪談百物語「第1話 四谷怪談」                 | 阿岩                   | CX       | 主演                     |
| 2002   | 10月8日-12月17日   | 獻給阿爾吉儂的花束                           | 遠矢エリナ             | KTV      | 平均收視11.06%           |
| 2003   | 6月3日-9月2日      | 大奧                                         | 天璋院篤子             | CX       | 主演                     |
| 2003   | 3月31日-4月28日    | 水姑娘2                                      | 城ノ内真理亜、田中久子 | NHK      |                          |
| 2003   | 7月2日-9月10日     | 幸福的王子                                   | 安元海                 | NTV      | 平均收視11.63%           |
| 2003   | 10月17日           | Fujiko Hemming的軌跡                         | Fujiko Hemming         | CX       | 主演                     |
| 2004   | 3月26日            | 大奧                                         | 天璋院篤子             | CX       | 主演，SP                 |
| 2004   | 4月19日-6月28日    | 讓愛看得見                                   | 友川四季               | CX       | 月九初主演               |
| 2004   | 9月13日-10月11日   | 水姑娘3                                      | 城ノ内真理亜、田中久子 | NHK      |                          |
| 2004   | 11月24日           | 跨越海峽的小提琴                             | 南伊子                 | CX       | SP                       |
| 2005   |                    | 太宰治物語                                   | 太田静子               | TBS      |                          |
| 2005   | 3月5日             | 惡魔般的女人                                 | 若桜綾                 | EX       | 主演，特別企劃           |
| 2005   | 6月11日            | Last Present                                 | 神崎妙子               | EX       | 與堂本剛雙掛主演，SP     |
| 2005   | 10月12日-12月14日  | 愛之歌                                       | 松田洋子               | NTV      | 主演，平均收視9.75%      |
| 2006   | 1月2日             | 里見八犬傳                                   | 玉梓、妙椿             | TBS      | SP                       |
| 2006   | 7月11日-9月19日    | 甜心啦啦隊                                   | 高宮深雪               | CX       | 特別出演                 |
| 2006   | 9月30日            | 一生無法忘懷的故事「そこにいた風」           |                        | EX       | 主演，SP                 |
| 2006   | 11月24日、11月25日 | 奇蹟的夫婦愛「虹を架ける王妃」               | 李方子                 | CX       | 主演，SP                 |
| 2007   | 01月12日           | 女之一代記「向井千秋～夢を宇宙に追いかけた」 | 向井千秋               | CX       | 主演，SP                 |
| 2007   | 1月13日            | 水姑娘4                                      | 城ノ内真理亜、田中久子 | NHK      |                          |
| 2007   | 4月12日-6月28日    | 我們的教科書                                 | 積木珠子               | CX       | 主演，平均收視11.17%     |
| 2007   | 10月10日-12月19日  | 工作一姐                                     | 松方弘子               | NTV      | 主演，平均收視12.04%     |
| 2008   | 7月6日-9月7日      | Tomorrow                                     | 田中愛子               | TBS      | 平均收視12.62%           |
| 2009   | 1月21日-3月18日    | 破案天才奇娜                                 | 春瀨奇娜               | NTV      | 主演，平均收視14.5%      |
| 2009   | 11月29日-12月27日  | 坂上之雲第1部                                | 正岡律                 | NHK      | SP                       |
| 2010   | 1月10日            | W的悲劇                                      | 一條春生               | TBS      | 主演，SP                 |
| 2010   | 1月13日-3月17日    | 女人不妥協                                   | 荻原早紀               | KTV      | 主演，平均收視14.55%     |
| 2010   | 10月12日-12月21日  | 魔女的復仇                                   | 野上芽衣子             | NTV      | 主演，平均收視12%.29%    |
| 2010   | 12月5日-12月26日   | 坂上之雲第2部                                | 正岡律                 | NHK      | SP                       |
| 2011   | 10月13日-12月22日  | 蜜之味～A Taste Of Honey～                   | 原田彩                 | CX       | 與榮倉奈奈雙掛主演       |
| 2011   | 12月4日-12月25日   | 坂上之雲第3部                                | 正岡律                 | NHK      | SP                       |
| 2012   | 10月11日-12月20日  | 不結婚                                       | 田中千春               | CX       | 與天海祐希雙掛主演       |
| 2015   | 7月26日            | 拿破崙之村                                   | 橋尾千惠               | TBS      | 客串（第2集）            |
| 2016   | 4月16日            | 極樂天使                                     | 佐野玲子               | NTV      | 客串（第1集）            |
| 2016   | 10月3日            |                                              | 坂東花/旁白            | NHK      | NHK晨間劇                |
| 2016   | 10月               | 砂之塔〜知道太多事情的鄰居                   | 高野亞紀               | TBS      | 主演                     |
| 2017   | 7月                | 雛鳥                                         | 川本世津子             | NHK      | NHK晨間劇                |
| 2017   | 10月               | 監獄公主                                     | 勝田千夏               | TBS      |                          |
| 2019   | 10月14日           | 夏洛克：未敘之章                             | 青木藍子               | CX       | 第2話                    |
| 2021   | 1月13日            | 我家女兒交不到男朋友!!                       | 水無瀨碧               | NTV      | 主演                     |
| 2023   | 1月3日             | 新春特別篇 DOCTORS～最強名醫～FINAL          | 皆川琴美               | EX       | SP                       |
| 2023   | 10月19日           | 尤莉亞老師的紅線                             | 伊澤尤莉亞             | EX       | 主演                     |

註：
1. ↑  日本首播年度、時間

### 電影
- 1995
  - 大失恋。（1月21日，東映）- 佳江
  - 企業戦士YAMAZAKI（3月，オフィスCHK） - 鹿島倫子
  - エコエコアザラク -WIZARD OF DARKNESS-（4月、 ギャガ・コミュニケーションズ） - 倉橋みずき
- 1996
  - TANABATA2057（6月，五藤光学研究所） - ナナ 役 ※プラネタリウム番組
- 1997
  - THE DEFENDER（2月） - 良美 ／ 昌美
  - ご存知!ふんどし頭巾（10月10日，松竹） - 帆立沢輪紗美
- 1998
  - ベルエポック （東宝）
  - 落下する夕方（11月，松竹） - 根津華子
- 1999
  - 富江（3月6日，大映） - 主演・川上富江
  - 催眠（6月5日，東宝） - 入絵由香
- 2000
  - 守ってあげたい!（3月，ゼアリズエンタープライズ） - 主演・安西サラサ
- 2002
  - 化粧師 KEWAISHI（2月9日，東映） - 青野純江
  - 淨琉璃（10月12日，萬代影視・オフィス北野、北野武監督作品） - 主演・佐和子
- 2003
- COSMIC RESCUE（7月） - 千葉京子 ※特別出演
- 2004
  - レディ・ジョーカー（12月，東映） - 城山佳子
- 2007
  - 惡女花魁（2月24日，アスミック・エース） - 粧ひ
- 2008
  - パンダフルライフ（8月） - 配音
- 2010
  - （5月22日） - 主演・直子
- 2011
  - ジーン・ワルツ(基因華爾茲)（2月5日，東映） - 主演・曾根崎理恵
- 2012
  - 大奧～永遠～【右衛門·綱吉篇】（12月22日，松竹） - 德川綱吉
- 2013
  - 奇蹟之蘋果（2013，東宝） - 主演・木村美榮子
- 2014
  - 大英雄天團（2014，日本迪士尼影業） - 動畫配音
- 2017
  - 戀妻家宮本 (2017年1月28日) - 飾五十嵐太太

### 舞台劇
- ミュージカル AIDS〜感染しないって言いきれますか?（1993年9月）
- ミュージカル 明日を見つめて（1994年9月）
- 舞台 チュニジアの歌姫（1997年1月）- ナディーヌ 役
- 舞台奇跡の人（2000年2月） - ヘレン・ケラー 役

## 廣告
- 1992
  - オッペン化粧品 「セルデュア」シリーズ
- 1993
  - 富士通 「FM TOWNS II」
  - 日清食品 「チキンラーメンどんぶり」
  - 明治乳業 「旬のフルーツゼリー」
- 1994
  - 日本JVC－甲子園ポスター
  - カルビー 「ア・ラ・ポテト」
- 1996
  - 日本JVC－通信カラオケ孫悟空
  - ネスレ日本 「キットカット」
- 1997
  - 資生堂 「シーズ」
  - 朝日生命 「保険王」
- 1998
  - サントリー 「ビタミンウォーター」
  - 花王ソフィーナ 「ベリーベリー」
- 1999
  - キリンビール 「キリンラガービール」
  - 東洋水産 「ホットヌードル」
- 2000
  - 日本移動通信・DDIセルラーグループ（現KDDI・沖縄セルラー電話）
- 2001
  - ADAMS「リカルデント」
- 2002
  - 花王ソフィーナ 「RiSE」「FINE-FIT」「Primavista」
- 2004
  - 出光興産「出光カード」
  - Choya梅酒 「ウメッシュ」
- 2006
  - NEC「BIGLOBE」
- 2007
  - TOYOTA自動車「アイシス」『さあ、新しいアイシスへ篇』- 和椎名桔平
  - Mizkan 「ウェブ企業広告」
  - 大鵬薬品 「チオビタドリンク」
- 2008
  - 花王ソフィーナ オーブ クチュール
  - ユーキャン 「通信講座」
  - オンワード樫山 「23区」
  - SEIKO 「LUKIA」イメージキャラクター
  - 任天堂 「ニンテンドーDS Lite」
- 2009
  - サントリー 「豊か」
  - 沖電氣工業「COREFIDO」
- 2010
  - TOYOTA自動車「プリウス」
  - 森永乳業「クリープ」
- 2011
  - サントリー「角ハイボール」
  - 森永乳業「クリープ」（2010年12月 - ）
- 2012
  - サントリー「角ハイボール」
  - 花王ソフィーナ 「Primavista」
  - 花王ソフィーナ オーブ クチュール
  - 味之素「ピュアセレクトマヨネーズ」(2012年9月 - )
- 2013
  - 大發工業株式會社

「大發Tantoカスタム」（2013年9月 - ） - CAR & More編集部：フォトグラファー。和豐川悅司、綾野剛
「大發Tanto」（2013年10月 - ） - 和青木崇高、石倉三郎
- 2014
  - 三井ホーム（2014年4月 - ）

## 獎項
| 年份 | 大賞名稱                           | 獎項             | 作品                     |
| ---- | ---------------------------------- | ---------------- | ------------------------ |
| 1998 | 黃金飛翔獎                         | -                | -                        |
| 1998 | ATP賞                              | -                | -                        |
| 1999 | 第7回橋田賞                        | 本賞             | -                        |
| 1999 | 第13屆高崎電影節                   | 最優秀主演女優賞 | 落下する夕方             |
| 1999 | 第54回日本放送映画藝術大賞放送部門 | 優秀助演女優賞   | 戀愛奇蹟                 |
| 2000 | 第26回日劇學院賞                   | 主演女優賞       | 請給我愛                 |
| 2002 | 第27屆報知電影獎                   | 助演女優賞       | 化粧師 KEWAISHI、淨琉璃  |
| 2002 | 金箭獎                             |                  | 淨琉璃                   |
| 2002 | 第12屆東京體育電影大獎             | 助演女優賞       | 淨琉璃                   |
| 2003 | 第38回日劇學院賞                   | 主演女優賞       | 大奧～篤姬的故事～       |
| 2007 | 第53回日劇學院賞                   | 主演女優賞       | 我們的教科書             |
| 2007 | 第55回日劇學院賞                   | 主演女優賞       | 工作一姐                 |
| 2009 | 第60回日劇學院賞                   | 主演女優賞       | 破案天才奇娜             |
| 2009 | 第64回日本放送映画藝術大獎電視部門 | 優秀助演女優賞   | 坂上之雲                 |
| 2010 | 第64回日劇學院賞                   | 主演女優賞       | 不妥協的女人             |
| 2010 | 2010年冬季檔年度連續劇大獎         | 主演女優賞       | 不妥協的女人             |
| 2010 | 2010年秋季檔年度連續劇大獎         | 主演女優賞       | 魔女的復仇               |
| 2010 | 第14回日刊體育日劇大賞             | 主演女優賞       | 魔女的復仇               |
| 2010 | 第65回日本放送映画藝術大獎電視部門 | 優秀主演女優賞   | 不妥協的女人、魔女的復仇 |
| 2010 | 第65回日本放送映画藝術大獎電影部門 | 優秀主演女優賞   | 野薔薇理髮院             |

## 音樂
- 2000年9月7日  ZOO 〜愛をください〜  －「蓮井朱夏」名義（富士電視台電視劇《請給我愛（日语：愛をください）》劇中歌）

## 書籍
- 寫真集
  - 17ans - ディセタン（1995年9月、ビクターブックス） ISBN 4893891081 撮影：平間至
  - K-FILES 菅野美穂写真集（1996年10月、ワニブックス）ISBN 4847024370
  - 菅野美穂写真集「NUDITY」（1997年8月、ルー出版） ISBN 4897780500 撮影：宮澤正明 ヘアヌード写真集
  - 定本 菅野美穂（1998年12月、集英社） フォトエッセイ集 ISBN 4087802922
  - カンタビ（2009年8月、講談社） 旅フォトエッセイ集 ISBN 9784063537130

- その他書籍
  - 菅野美穂のIn-Line Skating（1995年10月、朝日ソノラマ） ISBN 4257034572
  - カンノが、出会ったオンナたち 菅野美穂 meets 映画『パーマネント野ばら』（2010年5月、ぴあ）ISBN 4835617622

- ビデオ・DVD
  - Happy Children（1995年8月、ビクターエンタテインメント）パリで撮影したビデオ
  - Ya&Ya 8・9（1996年11月・1997年9月、ビクターエンタテインメント）DVDコミックス
  - 菅野美穂　◇インドヨガ　聖地への旅◇美しくなる１６のポーズ(2008年1月24日) NHKで放送された番組にDVD用映像付

## 資料來源
1. ↑  . sanspo.com (產經新聞). 2013-03-22  [2013-03-21]. （原始内容存档于2013-03-23）.
2. ↑  . 研音.   [2013-04-03]. （原始内容存档于2013-04-07）.
3. ↑  . eltha oricon beauty & helthy (Oricon). 2013-04-03  [2013-04-03]. （原始内容存档于2014-02-03）.
4. ↑  菅野美穂　今秋ママに！堺雅人と結婚２年待望第１子「静かに心の準備」 的存檔，存档日期2015-05-05.
5. ↑  .   [2015-08-14]. （原始内容存档于2020-05-02）.
6. ↑  .   [2018-12-09]. （原始内容存档于2019-08-11）.
7. ↑  . ムービーコレクション. 2010-05-11  [2013-01-04]. （原始内容存档于2019-11-29）.
8. ↑  . 日経WOMAN.   [2013-05-12]. （原始内容存档于2016-03-04）.
9. ↑  . magazineworld.jp.   [2013-05-12]. （原始内容存档于2012-06-25）.
10. ↑  . 朝日新聞出版.   [2013-05-12]. （原始内容存档于2014-07-16）.
11. ↑  . 聯合新聞網. 2014-03-28. （原始内容存档于2015-05-05）.
12. ↑  . messy（メッシ-）. Cyzo. 2014-03-25  [2014-07-01]. （原始内容存档于2021-04-20）.
13. ↑  . Techinsight Japan. 2010-09-28  [2013-04-11]. （原始内容存档于2021-04-20）.
14. ↑  . TVでた蔵. 2011-02-07  [2014-07-01]. （原始内容存档于2014-07-14）.
15. ↑  . 2011-08-24  [2011-08-24]. （原始内容存档于2021-04-20）.

## 外部連結
- 菅野美穗官方網站 （页面存档备份，存于）
- Kanno Miho 菅野美穗的Facebook專頁
- 研音事務所官方的Facebook專頁
- 菅野美穗在互联网电影资料库（IMDb）上的資料（英文）